# Avinasa
Avinasa là một chi bọ cánh cứng trong họ Chrysomelidae.
Chi này được Maulik miêu tả khoa học năm 1936.

## Các loài
Các loài trong chi này gồm:
- Avinasa hirsuta (Jacoby, 1891)
- Avinasa pubescens (Jacoby, 1892)